# Josephine Langford
Josephine Langford (ur. 18 sierpnia 1997 w Perth) – australijska aktorka. Wystąpiła m.in. w roli Tessy Young w serii filmów After.

## Wczesne życie
Josephine urodziła się w Perth, w Australii. Jest córką lekarzy, Elizabeth i Stephena Langfordów. Ma starszą siostrę, która również jest aktorką - Katherine. Jako dziecko interesowała się muzyką, grała na saksofonie, skrzypcach i pianinie. Ukończyła All Saints' College w Perth.

## Kariera

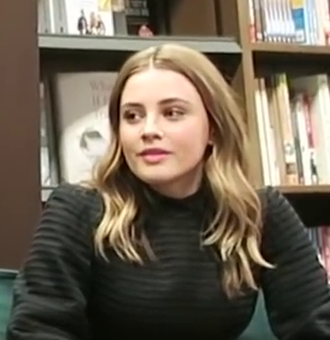
Josephine Langford na imprezie After w Barnes & Noble w Nowym Jorku

W wieku 13 lat zaczęła pobierać lekcje aktorstwa. W 2012 zaczęła uczęszczać do szkoły filmowej w Perth.  W wieku 14 lat wystąpiła w kilku filmach krótkometrażowych, takich jak: Sex Ed (2013), When Separating (2013) czy Gypsy Blood (2014). W 2017 roku wystąpiła w amerykańskim horrorze Siedem śmiertelnych życzeń u boku Joey King. Tego samego roku miała również swój debiut telewizyjny w australijskim serialu Wolf Creek.
W lipcu 2018 Langford dostała rolę Tessy Young w filmie After, ekranizacji powieści fan fiction Anny Todd. Premiera filmu odbyła się w 2019 roku. Za rolę Tessy wygrała nagrodę Teen Choice Awards. W 2019 Josephine wystąpiła także w serialu After the Dark. We wrześniu 2020, razem z aktorem Hero Fiennesem Tiffinem ponownie odegrali role Tessy i Hardina - w filmie After 2.

## Filmografia
| Rok  | Tytuł                              | Rola           |
| ---- | ---------------------------------- | -------------- |
| 2014 | Gypsy Blood                        | Ranae Amstrong |
| 2016 | Wolf Creek                         | Emma Weber     |
| 2017 | Siedem śmiertelnych życzeń         | Darcie Champan |
| 2018 | Into the Dark                      | Clair          |
| 2019 | After                              | Tessa Young    |
| 2020 | After 2                            | Tessa Young    |
| 2021 | Moxie                              | Emma Johnson   |
| 2021 | After. Ocal mnie                   | Tessa Young    |
| 2022 | After 4. Bez siebie nie przetrwamy | Tessa Young    |
| 2022 | Gigi & Nate                        | Katy Gibson    |
| 2023 | After 5. Na zawsze                 | Tessa Young    |
| 2023 | The Other Zoey                     | Zoey Miller    |